# Домашняя энергетическая станция Honda
Домашняя энергетическая станция (англ. Home Energy Station) — установка производства компании Honda для бытового производства водорода, электроэнергии и тепловой энергии.

## Первые разработки
Первая версия Home Energy Station была разработана в 2003 году исследовательским подразделением Honda R&D America, вторая версия - в 2004. В 2001 году Honda R&D America начала разработки домашней энергетической станции, производящей водород электролизом воды. Электроэнергия вырабатывалась фотоэлектрическими элементами.

## Третье поколение
В ноябре 2005 г. исследовательское подразделение Honda R&D America совместно с компанией Plug Power (США) представили Домашнюю энергетическую станцию третьего поколения (Home Energy Station III). Её топливные элементы генерируют 5 кВт электроэнергии для бытовых нужд и тепло для обогрева дома. Часть водорода направляется на заправку автомобиля. Станция третьего поколения на 30 % меньше предыдущей версии, выработка электроэнергии увеличилась на 25 %. Ёмкость для хранения водорода и скорость производства водорода увеличились на 50 %. Бак для хранения водорода используется для заправки автомобиля.
Home Energy Station III будет продаваться вместе с водородными автомобилями Honda FCX в Калифорнии с 2008 г. HES III может устанавливаться внутри гаража или на улице.

## Устройство
HES III состоит из:
- риформера природного газа мощностью 2 м3 водорода в час (при нормальных условиях 0 °C, 1 атмосфера).
- системы очистки водорода
- топливного элемента
- компрессора
- бака для хранения водорода ёмкостью 132 литра.

## Экология
По подсчётам, Honda HES позволяет сократить выбросы CO2 на 40 % и затраты на энергообеспечение дома на 50 %.

## Аналогичные разработки
Аналогичные разработки ведутся:
- Toyota совместно с Aisin Seiki Co. с 2001 года. Начало испытаний в бытовых условиях запланировано на первую половину 2010 года[1]. Домашняя система Toyota получает водород из природного газа, сжиженного нефтяного газа или керосина. Toyota прогнозирует, что цена домашней энергетической установки составит около 4100 $.
- General Motors разрабатывает домашнюю систему для заправки водородных автомобилей. GM надеется, что домашние заправочные станции поступят в продажу в 2011 году, когда начнутся поставки автомобилей на водородных топливных элементах.